# Weißes Schloss (Dresden-Cossebaude)
Als Weißes Schloss wird umgangssprachlich eine ehemalige Fabrikantenvilla in Cossebaude im Dresdner Westen bezeichnet. Es befindet sich am Gnomenstieg 4 abseits der restlichen Bebauung im Cossebauder Park, erhöht am Übergang vom Elbtalkessel zum Meißner Hochland. Es ist in seiner Form singulär und ein weithin sichtbares Wahrzeichen von Cossebaude und hat inzwischen eine gelbe Fassade.

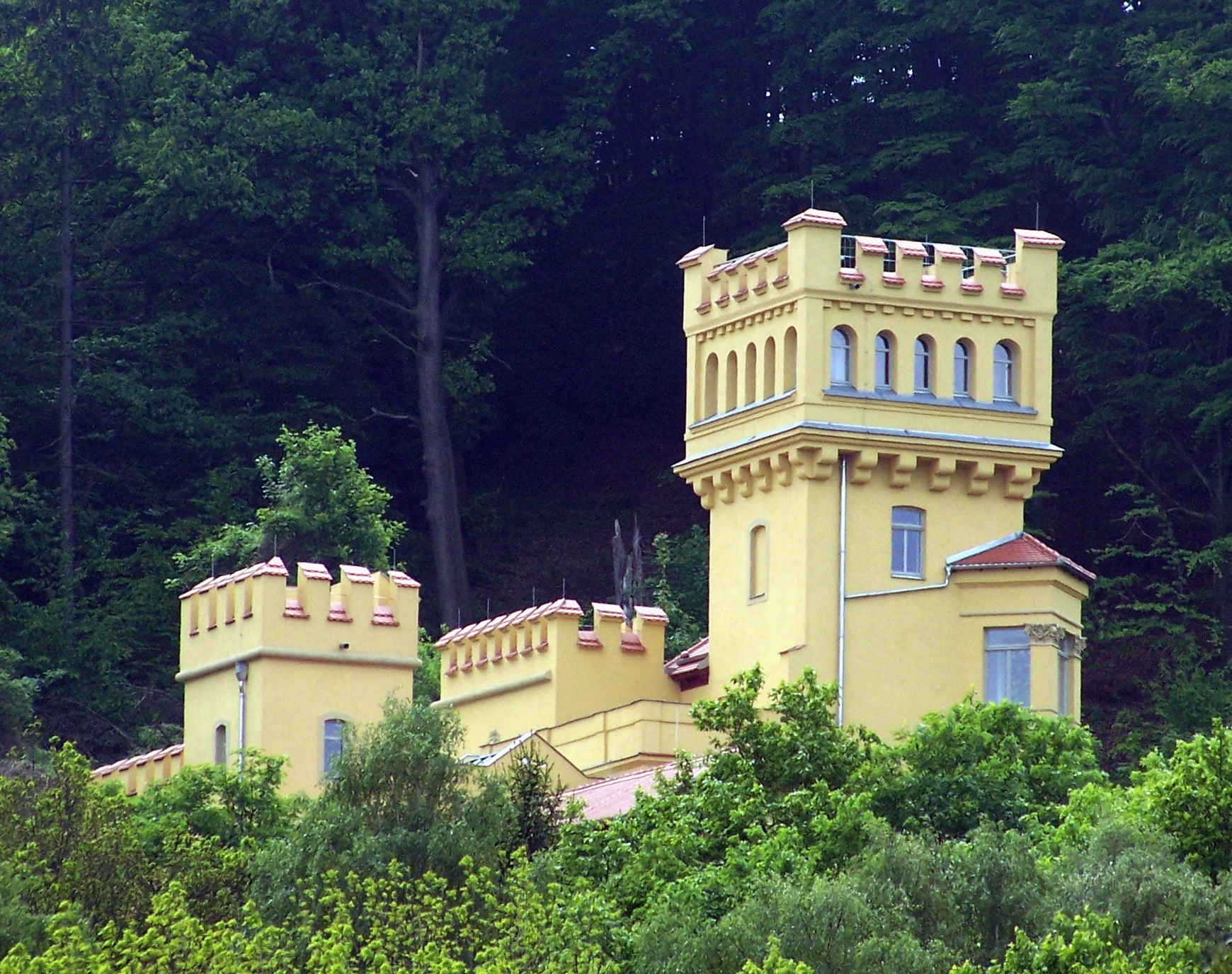
Fabrikantenvilla Weißes Schloss in Cossebaude

Gut 250 Meter westlich hinter der als Kulturdenkmal geschützten Villa befindet sich im Park die als Naturdenkmal geschützte Rotbuche hinter dem Weißen Schloß, eine der mächtigsten Rotbuchen Sachsens.

## Geschichte
Die Villa wurde im ausgehenden 19. Jahrhundert im neogotischen Tudorstil erbaut, die Datierung reicht von 1890 bis hin zu 1898–1907.
Ein prominenter Bewohner war in den 1920er Jahren der Unternehmer Hugo Zietz, Besitzer der Dresdner „Tabakmoschee“ Yenidze. Nach dem Zweiten Weltkrieg wurde der historische Grundriss verändert, als durch Umbauten kleinteiligere Wohnungen eingerichtet wurden. Dabei ging auch ein Teil der historischen Innenausstattung verloren.
Nachdem die letzten Mieter ausgezogen waren, wurde die Villa im November 2004 versteigert, zu dem Zeitpunkt waren bereits einige Rekonstruktionen erfolgt. Anschließend erfolgte eine umfangreiche Sanierung mit Umwandlung in hochwertigen Wohnraum.

## Beschreibung
Bei der denkmalgeschützten Villa handelt es sich um ein malerisches, burgenartiges Gebäude mit drei zinnenbewehrten Türmen, von denen der höchste das ganze Anwesen wie ein Bergfried überragt. Neben der Villa befindet sich eine Terrasse mit teilweise erhaltenen Zinnen. Das Bauwerk mit zweigeschossigem Wohnbereich wird durch Zierfachwerk, Stützstreben und Erker belebt. Im Inneren befindet sich im Saal und fünf weiteren Räumen Stuckdekor.
Das Weiße Schloss ist ein charakteristisches Beispiel des romantischen Historismus. Von dieser Stilform, die die mittelalterliche Burgenarchitektur wieder aufleben ließ, zeugen in Dresden noch das Schloss Eckberg und die Reste des abgebrochenen Schlosses Altfranken.

## Anhang